# 肖蒙山丘站
肖蒙山丘站（法語：Buttes Chaumont）是巴黎地鐵的一個車站。肖蒙山丘站位於巴黎19區西蒙·玻利瓦爾路，靠近肖蒙山丘公園。而車站的名稱也來自於此。肖蒙山丘站是巴黎地鐵7號線支線的車站，開業於1912年2月13日。

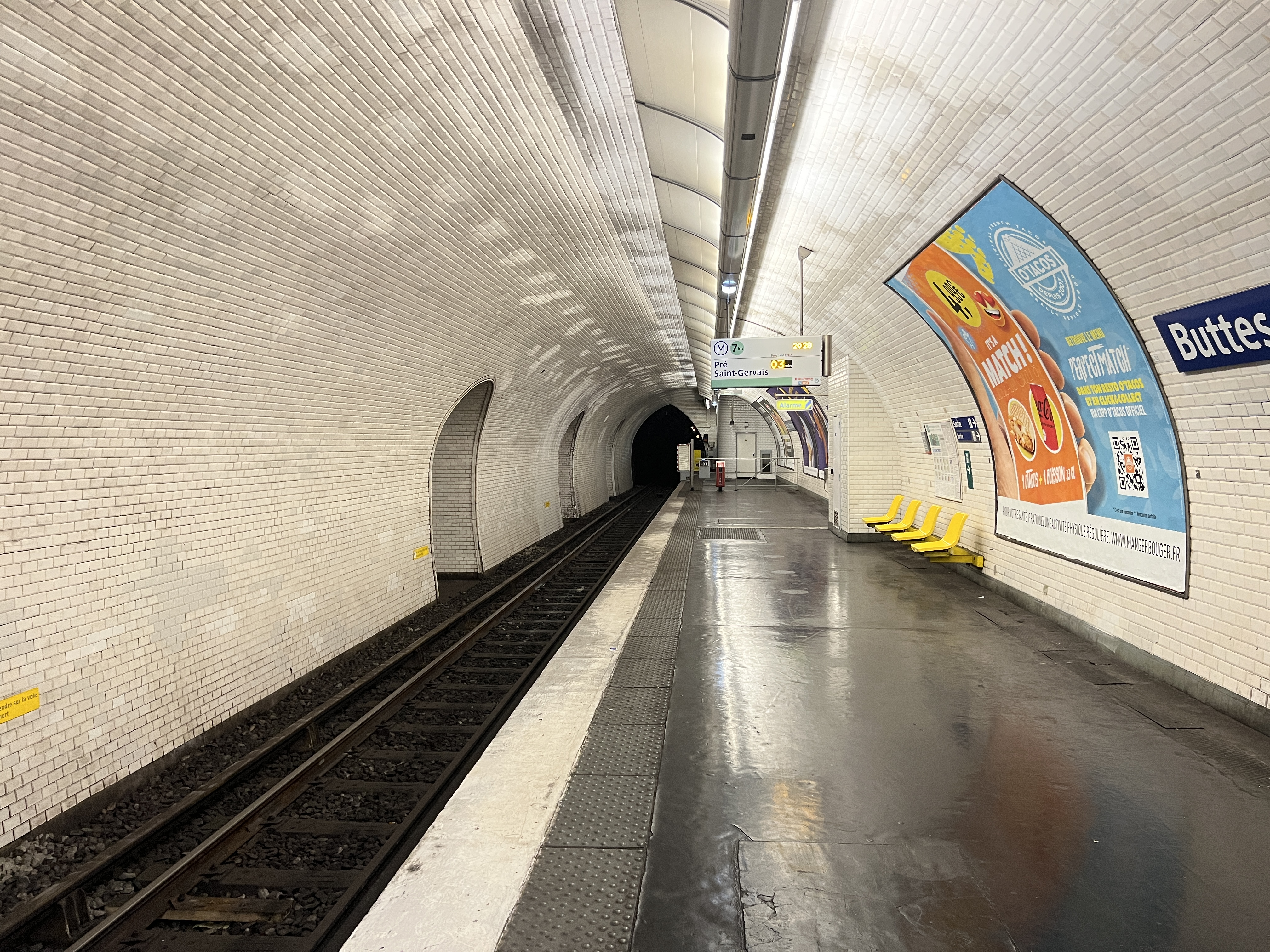
月台（2022年6月）

## 車站結構
| 街道層        |                    |                           |
| B1            | 月台連接夾層       |                           |
| 7號線支線月台 | 側式月台，右側開門 | 側式月台，右側開門        |
| 7號線支線月台 | 內行               | 往路易·布朗克（玻利瓦爾） |
| 7號線支線月台 | 外行               | 往佩聖熱爾維（博扎里）    |
| 7號線支線月台 | 側式月台，右側開門 |                           |